# Gare du Nord (metrostation)
Gare du Nord is een station van de metro in Parijs langs de metrolijn 4 en 5, in het 10e arrondissement. Met 46,8 miljoen reizigers in 2008 is het het drukste station van het metronetwerk (gevolgd door Saint-Lazare) De naam van het metrostation verwijst naar het nabijgelegen Gare du Nord van de Franse spoorwegen. Er bevinden zich in het treinstation ook toegangen; er is ook een rechtstreekse overstap mogelijk op de RER B en D.

## Gare du Nord USFRT
Er bevindt zich onder de Boulevard Denain nóg een station; tot 1942 was dat de terminus van lijn 5, met een complete eindlus. Het station, inmiddels bekend als Gare du Nord USFRT wordt inmiddels door de RATP voor trainingsdoeleinden gebruikt. Daarnaast bestaat er ook een raccordementspoor onder de rue de Dunkerque, dat net voor Anvers van de sporen van lijn 2 aftakt. Het wordt voor stalling gebruikt, en voor onderhoudsritten.

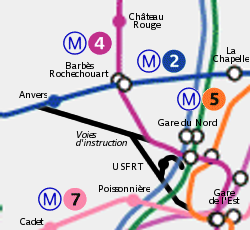
Het sporenplan van de metro rond het Gare du Nord

Porte de Clignancourt · 
Simplon · 
Marcadet - Poissonniers · 
Château Rouge · 
Barbès - Rochechouart · 
Gare du Nord · 
Gare de l'Est · 
Château d'Eau · 
Strasbourg - Saint-Denis · 
Réaumur - Sébastopol · 
Étienne Marcel · 
Les Halles · 
Châtelet · 
Cité · 
Saint-Michel · 
Odéon · 
Saint-Germain-des-Prés · 
Saint-Sulpice · 
Saint-Placide · 
Montparnasse - Bienvenüe · 
Vavin · 
Raspail · 
Denfert-Rochereau · 
Mouton-Duvernet · 
Alésia · 
Porte d'Orléans ·
Mairie de Montrouge ·
Barbara ·
Bagneux - Lucie Aubrac
Bobigny - Pablo Picasso · 
Bobigny - Pantin - Raymond Queneau · 
Église de Pantin · 
Hoche · 
Porte de Pantin · 
Ourcq · 
Laumière · 
Jaurès · 
Stalingrad · 
Gare du Nord · 
Gare de l'Est · 
Jacques Bonsergent · 
République · 
Oberkampf · 
Richard-Lenoir · 
Bréguet - Sabin · 
Bastille · 
Quai de la Rapée · 
Gare d'Austerlitz · 
Saint-Marcel · 
Campo-Formio · 
Place d'Italie